# 網上攻略大圖鑑
《網上攻略大圖鑑》（Cybernet）是英國的電玩節目，Capricorn Programmes製作、獨立電視台首播，主要介紹遊戲主機的熱門遊戲軟體與遊戲技巧。香港播映權是由亞洲電視取得，1997年至2003年間於本港台與國際台播出；本港台早期由黃玉娟作旁白，黃玉娟離職後改由黃志成作旁白。台灣播映權是由傳訊電視大地頻道取得，是《電玩快打》早期重要內容，旁白不公開。